# Espoir FC Zinder
Espoir FC je nigerski nogometni klub iz grada Zindera.
Godine 1984. osvojili su nigersko prvenstvo i kup što je najveći uspjeh u povijesti kluba. Osim kupa iz 1985. nisu više osvajali prva mjesta u domaćim natjecanjima.
Domaće utakmice igraju na Stade de Zinder kapaciteta 10.000 mjesta.

## Uspjesi
- Nigerska premijer liga: 1 put

1984.
- Nigerski kup: 2 puta

1984., 1985.,